# 구글 딥마인드
딥마인드(영어: DeepMind Technologies Limited) 또는 구글 딥마인드(Google DeepMind)는 알파벳의 자회사이자 영국의 인공지능(AI) 프로그램 개발 회사이다.
13세에 세계 유소년 체스 대회 2위를 한 천재 데미스 허사비스가 15세 때 고교과정을 마치고 케임브리지대에서 컴퓨터공학 학사, 유니버시티칼리지런던(UCL)에서 인지신경과학 박사 학위를 받고서 2010년 신경과학을 응용한 인공지능 회사를 세운게 시초이다.
장소는 영국의 런던이였으며 데미스 허사비스 외에도 셰인 레그, 무스타파 술레이만이 공동 창업하였다. 당시 회사 이름은 '딥마인드 테크놀로지'였다. 머신러닝(기계학습)과 신경과학 기반의 스스로 학습하는 컴퓨터 알고리즘을 개발한다. 미리 프로그램이 짜여져 있는 기존 인공지능과 달리 머신러닝으로 스스로 정보를 처리함으로써 특정 분야에 국한되지 않고 다양한 분야에서 활용할 수 있는 '범용 학습 알고리즘'을 만드는 것을 목표로 하고 있다. 구글이 근래 인공지능 분야에 대한 투자를 확대하였고, 이 회사의 가치를 알아본 구글이 2014년 4억 달러(약 4800억원)에 인수해 현재의 사명이 되었다. 직원 규모는 2016년 100여명이다.
구글 딥마인드는 심층 인공지능 기술인 ‘심층 큐 네트워크’(Deep Q-network)를 독자적으로 개발하였다. 이 기술은 다층 신경망(Deep Neural Network)과 큐 러닝(Q-Learning)을 조합한 기술이다. 규칙을 알지 못하는 상태에서 점수와 픽셀 디스플레이를 정보로 활용하여 최고점을 만들기 위해 이전 게임 세션으로부터 학습하는 능력만을 갖추었다. 그리하여 아타리 2600 비디오 게임을 플레이하는 법을 스스로 터득했는데, 그 실력이 전문적인 게임 테스터의 실력과도 맞먹는 수준이었다고 한다. 해당 기술의 연구는 네이처 저널에 실렸다.
인공지능 바둑 프로그램인 알파고(AlphaGo)를 개발, 다른 바둑 프로그램들과 총 500회 대국을 벌여 499회 승리했다. 2015년 10월에는 바둑 기사 판 후이와 대국, 5전 전승하였다.(판 후이와 비공식 대결{시간 제한 30초} 3승 2패[알파고 승]). 2016년 3월 이세돌 9단과의 알파고 대 이세돌 대국에서 1회전과 2회전, 그리고 3회전에서 불계승하였으며 4회전에서는 이세돌 9단이 불계승 하였다. 마지막 5회전에서는 알파고의 승리로 끝이났다.

## 스타크래프트 2 인공 지능 알파스타
"저희는 DeepMind를 'AGI', 즉 인공 일반 지능이라고 부르는 인공 지능으로 만들고 있어요. 특정한 하나의 게임 에이전트만이 아니라 학습 패러다임을 이해함으로써 사전 지식 없이 어떤 게임이든 플레이할 수 있는 에이전트를 만드는 중이죠." - Oriol Vinyals
딥마인드의 스타크래프트 2 프로젝트 총책임자 Oriol Vinyals에 따르면 스타크래프트 II용으로 개발하고 있는 인공 지능은 스타크래프트 2뿐만이 아니라, 어떤 게임에도 적용할 수 있는 인공 일반 지능이 목표라고 한다.
구글 DeepMind의 스타크래프트 2 인공 지능은 알파스타 (AlphaStar)로 명명되었다. 알파에 바둑을 의미하는 Go를 붙여 명명된 알파고 (AlphaGo)와 같은 명명 방식이다. 프로게이머 다리오 뷘시 (Dario Wünsch, TLO)와 그레고리 코민츠 (Grzegorz Komincz, MaNa)를 상대로 각각 5:0으로 이겼다. 경기에서 AlphaStar의 평균 분당 행동수(APM)는 TLO와 MaNa보다 낮은 수준을 유지하였으나 최대 APM은 둘보다 높았다. 또한 시야가 모니터 크기로 제한되는 인간과 달리 맵 전체를 시야로 쓸 수 있었다. 시야 크기를 모니터 크기로 제한한 경기에서는 MaNa에게 0:1로 패배하였다.

## 같이 보기
- 앤트로픽
- 오픈AI